# Yposkesi
Yposkesi est une entreprise française de biotechnologies spécialisée dans la fabrication à façon de vecteurs viraux destinés aux essais cliniques de traitements de thérapie génique. 

## Historique
L'AFM-Téléthon avait à l'origine créé Généthon et CECS/I-Stem, deux centres de R&D de classe mondiale développant respectivement des thérapies géniques et cellulaires pour les maladies génétiques orphelines, de la recherche à la validation clinique.

### Généthon Bioprod
Depuis 2006, Généthon s'attache à fabriquer les traitements expérimentaux de thérapie génique qu'elle met au point, à très petite échelle. 
Dès 2013, Généthon sent le besoin de construire des locaux adaptés à une production à plus grande échelle, capable de satisfaire aux besoins des futurs essais cliniques.
En 2014, le site de Généthon Bioprod voit le jour, il sera certifié par l'Agence Nationale de Sécurité du Médicament en 2014.

### Création d'Yposkesi
Très rapidement, Généthon voit l'intérêt d'augmenter les capacités de son établissement de production.
C'est ainsi qu'Yposkesi est créé en novembre 2016, avec le soutien de BPI France, qui entre au capital de la société via le fond SPI,,. Le nom d'Yposkesi a été choisi car il signifie promesse en grec,,.

### Acquisition par SK Group
En Avril 2021, le groupe coréen SK Group officialise le rachat de 70% des parts d'Yposkesi à AFM-Téléthon et BPI France afin de lui permettre de poursuivre son développement. En mai 2022, le Généthon et le Centre d'études des cellules souches disposent de 25% du capital et la Bpifrance de 5%. Cette cession est vu par certains économistes comme le signe des difficultés « à industrialiser en France les découvertes de la recherche en santé » voire «le naufrage de l'industrie pharmaceutique française».
Le 25 mai 2021, Yposkesi pose la première pierre d'un nouveau bâtiment de production, qui lui permettra à l'horizon 2023 de doubler ses capacités de production et de créer 80 emplois pour un coût de 60 millions d'euros,. Cette nouvelle usine doit permettre la fabrication de lots commerciaux de thérapie génique.

## Domaine d'activité
Yposkesi est spécialisée dans la production et l'analyse de vecteurs viraux recombinants rAAV et rLV de thérapie génique, ainsi que dans le développement des procédés de fabrication et des méthodes d'analyse.